# Carmen Aub
Carmen Aub (Cidade do México, 24 de outubro de 1989) é uma atriz mexicana.

## Biografia
Carmen iniciou sua carreira de atriz em 2010 na Telemundo, na novela Donde está Elisa?.
Ainda no mesmo ano, protagonizou a primeira novela da MTV para a América Latina, Niñas Mal.
Em 2011 ingressou na Televisa, na telenovela Esperanza del corazón.
Em 2014 participou da segunda temporada de El Señor de los Cielos. Permaneceu na telenovela até o fim da nona temporada, em 2024.
Além de sua carreira de atriz, Carmen também apresentou seu próprio talk show no E! Entretenimento chamado "Con Carmen", onde ela entrevista celebridades, painelistas e especialistas. Através do "Con Carmen", Aub também conseguiu estabelecer um relacionamento mais pessoal com seus fãs.
Ao longo de sua carreira, Carmen foi reconhecida por suas atuações excepcionais, ganhando vários prêmios e indicações, incluindo o Prêmio Tu Mundo de 2015 de Melhor Atriz Coadjuvante e os Prêmios Tu Mundo de 2016 e 2018 de Atriz Favorita em Supersérie.
Em 2022 regressa à Televisa interpretando uma das antagonistas da novela Mujer de nadie.

## Filmografia

### Televisão
| Año       | Título                 | Rol                                  |
| --------- | ---------------------- | ------------------------------------ |
| 2010      | ¿Dónde está Elisa?     | Florencia "Flor" Cáceres Altamira    |
| 2010      | Niñas mal              | Greta Domeneschi Wurtz / Lola        |
| 2011-2012 | Esperanza del corazón  | Krista Cabral Duprís                 |
| 2013      | Pasión prohibida       | Florencia "Nina" Piamonte Estrada    |
| 2013      | Como dice el dicho     | Lucía                                |
| 2014      | Familia en venta       | Matilda Sabatier                     |
| 2014-2024 | El Señor de los Cielos | Rutila Casillas Letrán / Ruth Méndez |
| 2016      | El Chema               | Rutila Casillas Letrán               |
| 2017      | Milagros de Navidad    | Mariana Ramírez                      |
| 2021-2022 | Parientes a la fuerza  | Clío Bonnet                          |
| 2022      | Mujer de nadie         | Roxana Vázquez de Montes             |
| 2022      | Natural Born Narco     | Alba                                 |
| 2025      | Regalo de amor         | Bárbara Santillán Galindo            |

### Programas
| Ano       | Título                   | Rol        |
| --------- | ------------------------ | ---------- |
| 2024      | La isla: desafío extremo | Ella misma |
| 2021-2023 | Con Carmen               | Ella misma |

### Filmes
| Ano  | Título                       | Personagem |
| ---- | ---------------------------- | ---------- |
| 2012 | Chiapas, El Corazón del Café | Isabel     |
| 2017 | Cómo filmar una XXX          | Lilia      |
| 2017 | Una mujer sin filtro         | Emilia     |
| 2020 | Escuela Para Seductores      | Laura      |
| 2020 | Mas Allá de la Herencia      | Lolo       |
| 2022 | Doblemente Embarazada 2      | Antonia    |

### Unitarios
- Decisiones

### Vídeos musicais
- Me enamoré de ti, de Omar Chaparro